# 梆子 (樂器)
梆子是中国传统的一类打击乐器，亦称梆板，属于击奏体鸣乐器。约在明末清初（17世纪左右）随着地方戏曲中梆子腔的兴起而广泛流传于中国各地。

## 形制和种类
梆子大致分为两种形制，木棒式和方框式。另有椭圆形、圆柱形等多种形制的梆子。一般多用紫檀、红木、枣木心、花梨木、竹子或榆木、槐木等材料制作。

### 木棒式梆子
其中一种为木棒式，由两根长短不等的硬木棒组成，也称北梆子或只称为“梆子”或“梆”。这类梆子音色清脆响亮、坚实，是梆子戏曲的重要伴奏乐器，常为唱腔击拍，在一些民间器乐合奏中也常使用。

### 南梆子

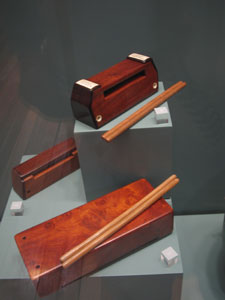
粤剧中使用的南梆子

另一种梆子的形制是方框式，与木鱼发音原理同，由一块两边开一条横槽的长方形木块构成，以圆形木棒（小木槌或鼓签）敲击发音，在南方较为流行，故而又称南梆子、广东板、卜鱼、“板”等。如粤剧、十番中就常使用此种南梆子。西安鼓乐、京剧中也会使用这类梆子。此种梆子发音较圆润柔和，较为短促，多用于传统乐种合奏中击奏强拍，也用于表现马蹄声效果。

### 枕梆子
枕梆子亦称大梆子，结构类似南梆子，但较大，形如古代的枕头。一般用于坐乐演奏中，使用单槌击奏。

### 手梆子
手梆子类似一个中空的手鼓，梆身两头窄中间宽，演奏时一手执梆柄，一手拍击梆身来演奏。

### 脚梆
专用于河南坠子中击节，以用脚蹬方式敲击而得名。流行于河南、河北等省以及北京、天津、武汉、西安等城市。其来源是因为坠子演员四处奔波演出时，常常一人要兼奏多种乐器，因而产生了用脚击打的梆子。